# Psyché (Vierne)
Pour les articles homonymes, voir Psyché.
Psyché, op. 33 de Louis Vierne est un poème symphonique pour chant et orchestre (ou piano) sur un poème de Victor Hugo.
Composée durant l'été 1914 à La Rochelle, la partition est éditée chez Henry Lemoine en 1926.

## Composition
Louis Vierne passe les mois de l'été 1914 à La Rochelle, chez les parents de l'une de ses élèves d'orgue, Marthe Bracquemont : il y compose une partie de ses Préludes op. 36 et le poème symphonique Psyché. En 1925, il en revoit l'instrumentation en travaillant également à la composition de son Poème pour piano et orchestre op. 50 et à l'orchestration de certaines mélodies des Spleens et détresses op. 38.
La partition est éditée par Henry Lemoine en 1926.

## Analyse
Franck Besingrand considère plutôt Psyché comme « une grande mélodie avec orchestre » qu'un poème symphonique : le poème de Victor Hugo inspire « une musique colorée, aérienne, très délicate d'orchestration. Le côté métaphysique, la quête existentielle exprimée par les interrogations du poète à un papillon (une « psyché ») conviennent à merveille à notre musicien ! »
Bernard Gavoty, peu séduit par la poésie de Hugo, « vieux penseur à la barbe en broussaille, mi-lyrique mi-philosophe dont jamais, d'ailleurs, la pensée ne vaut le verbe », n'en apprécie pas moins le texte « varié, imagé, tendre ou violent : il offre la diversité nécessaire à l'agencement du poème musical ». Ainsi, « les thèmes alternent, puis se combinent et, enfin, se résolvent dans la réponse finale, avec une variété d'expression qui fait de la partition une œuvre attachante, au double point de vue vocal et orchestral ».

## Discographie
- Louis Vierne : Poème de l'amour, Psyché, Ballade du désespéré par Michael Bundy (baryton) et Jeremy Filsell (piano) (2010, CD Naxos 8.572346)

### Ouvrages généraux
- Marc Vignal, Dictionnaire de la musique, Paris, Larousse, 2005, 1078 p. (ISBN 2-03-511001-7, lire en ligne), « Louis Vierne », p. 1026.

### Monographies
- Franck Besingrand, Louis Vierne, Paris, Bleu nuit éditeur, coll. « Horizons » (no 28), 2011, 176 p. (ISBN 978-2-35884-018-7),
- Bernard Gavoty, Louis Vierne : La vie et l'œuvre, Paris, Buchet/Chastel, 1980 (1re éd. 1943), 322 p.